# イグナシオ・ファッチョロ
イグナシオ・ファッチョロ（Ignacio Facciolo、2001年8月12日 - ）は、スーペル・ラグビー・アメリカス、ペニャロール・ラグビーに所属するラグビーユニオン選手。

## プロフィール
- ウルグアイ出身[1]。
- ポジションはスタンドオフ(SO)。
- 身長 188cm、体重 91kg
- ウルグアイ代表キャップは8（2024年9月現在）でラグビーワールドカップ2023のウルグアイ代表に選ばれた[2]。

## 略歴
2024年、ペニャロールに加入。同年7月、パリ2024五輪の7人制ウルグアイ代表に選ばれた。